# Rica Matsumoto
Rica Matsumoto (松本 梨香?, Matsumoto Rika; Yokohama, 30 novembre 1968) è una doppiatrice e cantante giapponese.
È la doppiatrice giapponese di Ash Ketchum e la cantante di alcune delle sigle giapponesi dell'anime Pokémon, la cui più nota è Mezase Pokémon Master (めざせポケモンマスター), che ha accompagnato la serie nei primi 85 episodi. Ha, inoltre, doppiato Ryo Bakura in Yu-Gi-Oh! e Suzumebachi in Naruto.

## Doppiaggio
- Ash Ketchum, Persian in Pokémon
- Musashi in Brave Fencer Musashi
- Gon Freecss (1998) in Hunter × Hunter
- Suzumebachi in Naruto
- Ryō Bakura in Yu-Gi-Oh!
- Japolo e Graham in Shamanic Princess
- Choromatsu (debutto) in Osomatsu-kun
- Sonya in City Hunter
- Kiyoshi Mitarai, Koashura in Yu Yu Hakusho
- Aoi Futaba in You're Under Arrest
- Kojirō Hyūga in Capitan Tsubasa
- Reiko Kujō, Jun Kataoka e Ritsuko Usui in Detective Conan
- Rin in Astro Boy
- Julian in A tutto goal